# Dragoljub Jeličić
Dragoljub Jeličić (en alfabet ciríl·lic serbi: Драгољуб Јеличић; Šabac, ~1902 – Nikšić, 1963) va ser un dels soldats més joves de l'exèrcit serbi durant la Primera Guerra Mundial.

## Biografia
La família Jeličić va viure originalment a Kordun, en la Croàcia actual, però va emigrar com a refugiat al poble serbi de Šabac, esperant una vida millor allà. Quan Sèrbia va ser envaïda per Àustria-Hongria, Dragoljub acabava de començar l'escola primària. El seu pare estava entre els que van morir en les batalles inicials de la guerra.
Quan l'exèrcit austrohongarès es va acostar a Belgrad, va participar en els intents de defensar la capital sèrbia contra les forces invasores. Més tard, Jeličić va aconseguir escapar cap al sud a una unitat situada prop de Rudnik. Durant una batalla per la regió de Mačva, va ser ferit mentre substituïa a un artiller que havia mort durant el combat. A Niš, es va fer amic d'Archibald Reiss, un professor de criminologia que més tard seria conegut per les seves documentacions de crims de guerra austrohongaresos contra civils durant l'ocupació de Sèrbia. Reiss va escriure sobre la trobada en les seves memòries.
Durant la guerra, Jeličić va ser guardonat personalment amb el rang de Caporal pel Príncep regent Alexandre. Poc abans dels catorze anys va ser ascendit a caporal 1r, i va participar en les batalles del Front de Macedònia. En total, va ser ferit sis vegades durant el transcurs de la guerra.
Després de la guerra, va treballar com a actor al teatre de Nikšić. Durant l'ocupació de l'Eix de Iugoslàvia durant la Segona Guerra Mundial, es va unir al moviment de resistència partisana iugoslava.
Va morir a Nikšić el 1963, deixant a tres filles darrere d'ell.